# Kruishaar
Kruishaar is een buurtschap in de gemeente Nijkerk, in de Nederlandse provincie Gelderland. Kruishaar ligt 11 kilometer van Amersfoort. De buurtschap telt ongeveer 100 huizen.
Kruishaar valt voor het grootste deel onder de stad Nijkerk en voor een klein deel onder Putten. De naam werd voor het eerst genoemd in 1560 als Cruyshaer, in 1851 is ook sprake van Kruishaarderberg. De naam verwijst naar een 'zandige rug met een kruisbeeld'. De genoemde heuvel had betrekking op omwalling van ongeveer 80 meter in het vierkant.
In de buurt liggende dorpen en buurtschappen zijn Driedorp, Zwartebroek, Appel, en Voorthuizen. Wegen in het gebied zijn de Bulderweg en Nieuwe Voorthuizerweg, Schoenlapperweg, Kruishaarseweg en een deel van de Deuverdenseweg.